# 弗蘭蒂爾縣 (內布拉斯加州)
弗蘭蒂爾縣（英語：Frontier County）是美國內布拉斯加州南部的一個縣。面積2,538平方公里。根據美國2000年人口普查，共有人口3,099人。縣治斯托克維爾 （Stockville）。
成立於1872年1月17日，縣政府成立於2月5日。縣名是「邊疆」的意思，指的是該縣在建縣時處於白人殖民的前線。